# Christelijke liedbundel

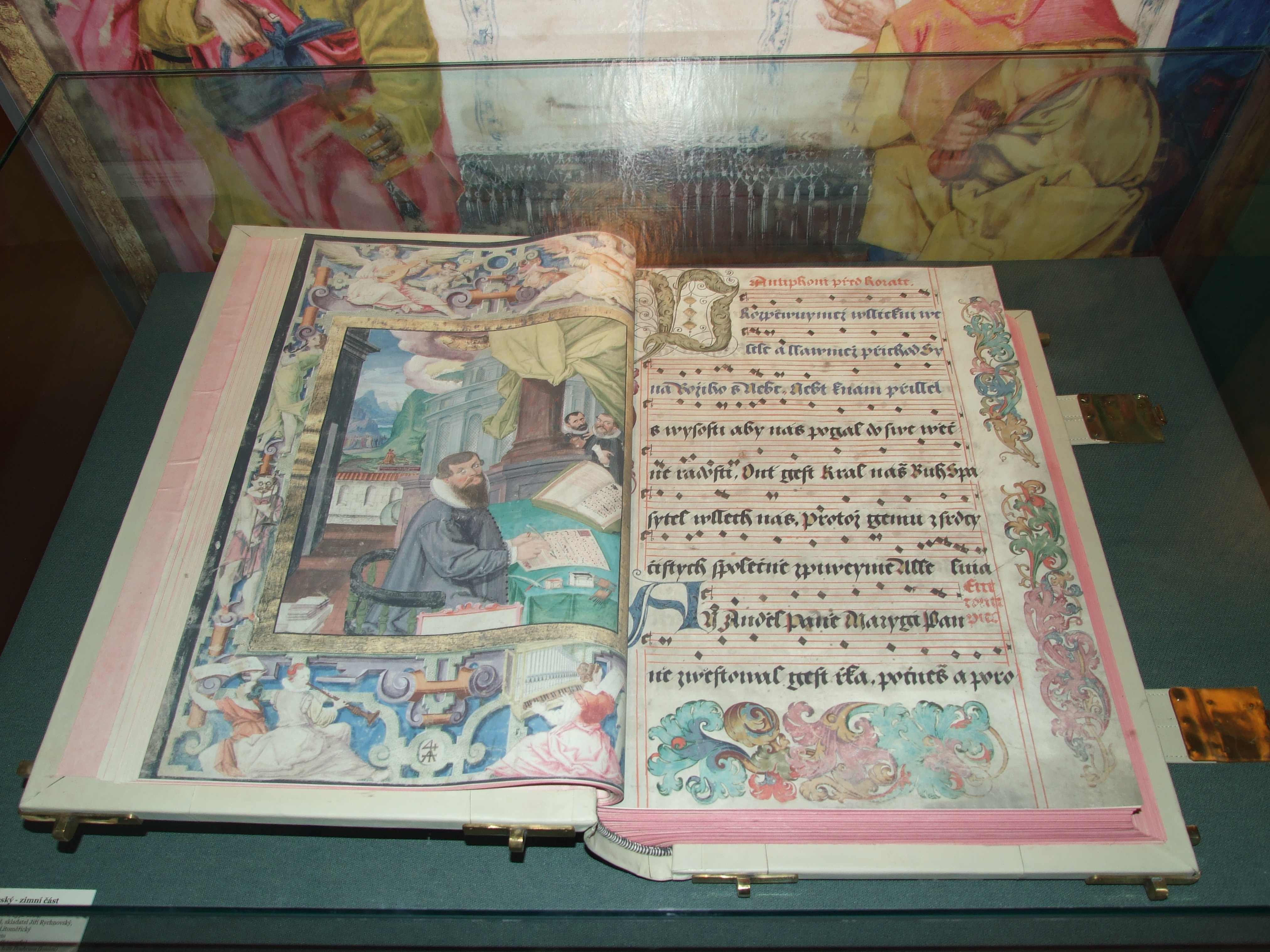
Graduale uit Bohemen, anno 1592-1604

Binnen christelijke kerken in Nederland en Vlaanderen worden liederen uit verschillende liedbundels gezongen.
Dit artikel probeert een opsomming te geven van de verschillende bundels die er bestaan. Tussen de verschillende bundels kan er enige overlap in inhoud zijn.

## Katholieke uitgaven

### Graduale Romanum (1924, 1974 en 1983)
Het Graduale Romanum bevat alle veranderlijke en vaste misgezangen voor de verschillende tijden en feesten van het liturgische jaar. De uitgave van 1974 werd aangepast aan de Novus Ordo Missae. In het Gregoriaans Missaal uit 1983 zijn ook de officiële Nederlandse vertalingen van de gezangen te vinden.

### Zingt Jubilate (eerste editie 1976 - tweede editie 2006)
"Zingt Jubilate" is, naast het Graduale Romanum, het officiële liedboek van de Katholieke Kerk in Vlaanderen. De eerste uitgave verscheen in 1976. De tweede editie, vernieuwd en grondig aangevuld, verscheen in 2006. De bundel bevat liederen voor tijdens de Mis, tijdens niet-eucharistische diensten, psalmrefreinen, kyriales, gregoriaanse gezangen en verschillende liederen.
Naast het liedboek creëerde de Interdiocesane Commissie voor Liturgische Zielzorg een rubriek op haar website, waar alle partituren van de antwoordpsalmen voor de liturgische jaren A, B en C - gecomponeerd op basis van de keerverzen in Zingt Jubilate -, ter beschikking worden gesteld.

### Gezangen voor Liturgie (1983 en 1996)
De Gezangen voor Liturgie is de meest gebruikte liedbundel onder katholieke parochies in Nederland. De bundel bevat de 150 psalmen in berijmde en onberijmde versies, een aantal vaste gezangen die bekend zijn onder de verzamelnaam ordinarium, een aantal andere vaste gezangen, en daarnaast 258 strofeliederen, beurtzangen, refreinliederen, doorgecomponeerde liederen en canons. Een deel van de liederen is ook te vinden in de 491 gezangen van het protestantse Liedboek voor de Kerken.

### Laus Deo (2000)
Laus Deo is de zangbundel van het bisdom Roermond. Deze bevat ook gebeden en vieringen. De gebeden zijn vooral gebeden voor persoonlijk gebruik zoals rozenkrans en de kruisweg. Voorts is een selectie uit het getijdengebed opgenomen, een aantal complete vieringen van sacramenten, de teksten voor de eucharistieviering alsmede een aantal Latijnse misteksten.

## Protestantse uitgaven

### Psalmberijming van 1773 (1773)
De psalmberijming van 1773 bevat 150 berijmde psalmen en 12 (in de uitgave van Jongbloed BV) of 13 (in de uitgave van de GBS) gezangen. De bundel wordt gebruikt in bevindelijk gereformeerde en sommige orthodoxe kringen. De berijming van Petrus Dathenus is de oude berijming.

### Evangelische Gezangen (1805/1866)
De Nederlands Hervormde Kerk voerde in 1806 de bundel Evangelische Gezangen in. De bundel bevatte 192 gezangen voor gebruik in de eredienst, die in de jaren 1803 tot 1805 waren verzameld. De synode had daarbij bepaald dat in de eredienst minstens één gezang gezongen diende te worden. Dit besluit werd de aanleiding tot de gezangenkwestie.
De in de bundels afgedrukte melodieën bestonden enkel uit hele noten en bevatte zowel de Geneefse psalmmelodieën als melodieën uit vooral Duitse kerkliedbundels. Veel oorspronkelijke melodieën werden voor de bundel aangepast 'zoo wel voor de gemakkelijkheid, als voor de welluidendheid'.
In 1847 besloot de synode tot de samenstelling van een Vervolgbundel, die gereedkwam in 1866. Deze bevatte 82 nieuwe gezangen, waarbij werd doorgenummerd van 193 t/m 274. Qua melodieën wijkt de Vervolgbundel enigszins af van de eerste bundel door het gebruik van halve noten en soms een hele noot meestal ergens aan het eind van een regel.

### 29 Gezangen (1933)
In 1933 voerde de Gereformeerde Kerk een gezangbundel met 29 gezangen in; deze wordt door sommige orthodox-gereformeerde kerken gebruikt in combinatie met de psalmberijming van 1773.

### Psalmen en Gezangen voor den Eeredienst (1938)
Dit Hervormde gezangboek werd uitgebracht in 1938 en bevat 306 gezangen. Veel gezangen daarvan zijn overgenomen uit de beide bundels Evangelische Gezangen. De 'Bundel 1938' wordt nog gebruikt in een aantal rechts-confessionele en Gereformeerde Bondsgemeenten binnen de Protestantse Kerk in Nederland.

### Liedboek voor de Kerken (1973)
Het Liedboek voor de Kerken werd uitgebracht in 1973. Het bevat 150 berijmde psalmen en 491 gezangen. De psalmen kwamen al uit in 1968 en zijn voor dit liedboek nieuw berijmd op de al sinds Petrus Datheens psalmberijming van 1566 in Nederland bekende melodieën van het Geneefse Psalter, die ook voor de psalmberijming van 1773 werden gebruikt. De psalmberijming wordt in de volksmond de "nieuwe berijming" genoemd. Het liedboek wordt onder meer gebruik in de Protestantse Kerk in Nederland, de Nederlands Gereformeerde Kerken en een aantal Christelijke Gereformeerde Kerken. Een deel van de liederen is ook te vinden in de katholieke bundel Gezangen voor Liturgie.

### Gereformeerd Kerkboek (1986)
Het Gereformeerd Kerkboek komt voort uit de behoefte in de Gereformeerde Kerken vrijgemaakt om een eigen lied- en kerkboek te hanteren. Opgenomen zijn 150 psalmberijmingen, deels overgenomen uit het Liedboek voor de Kerken en deels 'eigen', 41 gezangen als uitbreiding op de 12 gezangen uit 1773 en daarnaast de christelijke en gereformeerde belijdenisgeschriften, de gereformeerde liturgische formulieren, enkele gebeden en de gereformeerde kerkorde. In november 2006 is een nieuwe uitgave van het Gereformeerd Kerkboek verschenen met nieuwe liederen en nieuwe liturgische formulieren.

### Opwekking
In de jaren 60 werden de eerste opwekkingsliederen uitgebracht, die vrijwel louter bestonden uit aanbiddingsliederen. De bundel was bedoeld voor charismatische protestantse kringen, zoals de pinkster- en evangeliegemeentes, als aanvulling op de bundels Johannes de Heer en Glorieklokken waar in deze gemeentes uit gezongen werd. Later begonnen de opwekkingsliederen ook terrein te winnen binnen traditionelere kerken. De bundel met opwekkingsliederen wordt ieder jaar met 12 tot 16 nieuwe liederen aangevuld. Per pinksteren 2019 bestaan er inmiddels 830 Opwekkingsliederen. Opwekking heeft gemeend er goed aan te doen
om, in antwoord op de gevoeligheid van het getal 666 in het land, een lied met dit nummer niet op te nemen in de bundel.

### Evangelische Liedbundel (1999)
De Evangelische Liedbundel bevat een selectie van ruim 500 liederen uit verschillende al bestaande liedbundels, waaronder Opwekking, Johannes de Heer, Taizé, Zingende Gezegend, Alles wordt nieuw enzovoort. De bundel werd samengesteld door het Evangelisch Werkverband en was in de eerste plaats bedoeld voor gemeenten die sinds 2004 (na de kerkfusie) behoren tot de Protestantse Kerk in Nederland.
De Evangelische Liedbundel is in 2015 opgevolgd door de bundel Hemelhoog.

### Psalmen voor Nu (2005)
Met de Psalmen voor Nu werd gestart aan het begin van de 21ste eeuw. De bedoeling was om de psalmen niet alleen van hedendaags taalgebruik, maar ook van hedendaagse muziek te voorzien.

### Liedboek - Zingen en Bidden in Huis en Kerk (2013)
In 2013 kwam het nieuwe liedboek voor de Protestantse Kerk in Nederland en nog vele andere kerken uit. Het bevat meer dan 1000 liederen en heeft naast vele oude gezangen en de psalmen ook veel nieuwe liederen opgenomen.

## Overig

### Tussentijds (2005)
De bundel "Tussentijds" is een gezangenbundel met 217 nieuwe liederen, als aanvulling op het (protestantse) Liedboek voor de Kerken. Het bevat liederen uit de volgende bundels: Gezangen voor Liturgie, Oud-Katholiek Gezangboek, Zingend Geloven, Alles wordt Nieuw en Eva's Lied. Deze liederen worden in verschillende kerken, waaronder de Doopsgezinde kerk en de Remostrantse broederschap, gezongen.

### Liederen uit Taizé
Uit het klooster in Taizé, een oecumenisch christelijk klooster in Frankrijk, komen met enige regelmaat ook nieuwe liederen. Lange tijd was er echter - voor zover bekend - geen bundel met daarin alle liederen die in Taizé gezongen werden. (Die collectie wisselt van jaar tot jaar.) Zo nu en dan kwam het echter wel voor dat er een selectie van liederen die er in Taizé gemaakt en gezongen worden, in Nederland in boekvorm verscheen. De meest gezaghebbende bundel daarvan is die die in 1994 door uitgeverij Gooi en Sticht te Kampen werd uitgebracht onder de titel "Liederen en gebeden uit Taizé".

### Zingend geloven (2005)
Zingend Geloven is een initiatief van de Interkerkelijke Stichting voor het Kerklied. Deze stichting verzamelt nieuwe kerkliederen en publiceert deze in de serie 'Zingend Geloven'. Het gaat hierbij om liederen die (nog) niet elders gepubliceerd zijn. Deze liederen worden in verschillende kerken van de PKN gebruikt, en ook daarbuiten.

### Overige bundels
Overige christelijke liedbundels zijn onder meer:
- De Nieuwe Psalmberijming
- Zangbundel Joh. de Heer
- Glorieklokken
- Zingende Gezegend
- Zing met de hemelboden
- Alles wordt nieuw
- Uit aller mond
- Youth for Christ zangbundel
- Oud-Katholiek Gezangboek
- Eva's Lied
- E&R Liedbundel deel 1 (1990) en deel 2 (1995) (zangbundels door de vereniging Evangelisatie en Recreatie uitgegeven)
- Negentig gezangen (2003)
- Geestelijke Liederen
- Lichtbundel
- Op Toonhoogte, zangbundel van de Hervormde/Gereformeerde Jongeren Bond (HGJB). Eerste editie uit 2005, vernieuwde editie uit 2015.
- De Gele Zangbundel (200 liederen geselecteerd uit onder meer Johannes de Heer, Opwekking en Bundel NHK’38)
- De Friese versie van het Liedboek voor de Kerken: Lieteboek foar de Tsjerken (1977)
- Hemelsbreed (2007)
- Hemelhoog (2015)
- Zangen van Zoeken en Zien (2015)
- Weerklank (2016)
- Liederenbundel van het Leger des Heils (2007)